# 王穎芳
王穎芳（?—?），山東省臨清直隸州人，清朝政治人物、同進士出身。
光緒三年（1877年），参加丁丑科殿試，登進士三甲第81名。同年五月，經吏部掣簽，授即用知縣。